# Willy Seidel
Pour les articles homonymes, voir Seidel.
Willy Seidel, né le 15 janvier 1887 à Brunswick, mort le 29 décembre 1934 à Munich, était un écrivain allemand. Ses écrits revêtirent des tendances nationalistes, comme dans son ouvrage Le Nouveau Daniel, paru en 1920. Comme sa sœur Ina Seidel, il sera l'un des 88 signataires de la Gelöbnis treuester Gefolgschaft, déclaration d'allégeance d'artistes à Adolf Hitler.